# RTS Couleur 3
 (mars 2022).
Pour les articles homonymes, voir Couleur 3 (homonymie).
RTS Couleur 3 est la troisième station de radio publique de Suisse romande. De format généraliste, spécialisée dans la musique pop rock, elle diffuse aussi du hip-hop, du reggae et de la musique électronique. Les studios se trouvent dans le quartier de la Sallaz à Lausanne. Faisant partie du service public, ses émissions sont totalement dépourvues de publicité. La radio est diffusée en DAB+, sur le câble, IPTV, le satellite et en direct sur Internet. Depuis 2005, des podcasts des différentes chroniques et émissions sont téléchargeables sur le site officiel ou via un logiciel tiers.
RTS Couleur 3 inclut, en plus de sa programmation musicale originale, des chroniques humoristiques et informatives, des vidéos humoristiques sur les réseaux sociaux, des podcasts natifs créés par les humoristes, les réalisateurs ainsi que les animateurs de la chaîne.

## Historique

### Contexte
Au début des années 1980, une modeste scène rock émerge en Suisse romande, en particulier dans les centres autonomes, et ne bénéficie d'aucun relais auprès des radios publiques détenant le monopole. Ce sont les premières radios pirates, poursuivies par les PTT, qui proposent une programmation musicale plus proche des goûts de la jeunesse. À contrario, l'Italie connait une législation plus large en matière de médias et le 28 novembre 1979, Roger Schawinski lance Radio 24. Il commence à émettre en direction de Zurich depuis son émetteur italien du Pizzo Groppera. Il sera bientôt fermé, mais Schawinski parvient à réunir 212 000 signatures pour sa pétition une radio libre en Suisse et réunit 5 000 personnes pour une manifestation à Berne en janvier 1980. Du côté de la Suisse romande, on capte Radio Mont Blanc, dont l'émetteur est lui aussi installé en Italie. Des radios libres éclosent également en France, où François Mitterrand, alors candidat à l'élection présidentielle de 1981, s'est déclaré favorable à la libéralisation des ondes.

### Égal 3
Alors que la SSR se débat une fois encore dans des difficultés financières, Leo Schürmann, son directeur général, pressent le changement et la nécessité d'occuper le terrain avant que la concurrence ne s'en empare. Il lance un concours d'idées. Le seul projet qui aboutit sur le bureau du directeur général de la SSR, est celui de la RSR. Il s'appelle Égal 3.
Égal 3, durant les deux semaines du 27 avril au 10 mai 1981, émet sur les ondes de RSR 1 et rencontre un franc succès auprès du public. Une équipe constituée autour de Jean-François Acker, Jean Charles, Madeleine Caboche, Francis Parel, Daniel Fazan et Sandra Mamboury se lance dans cette expérience inédite : diffuser tout un programme destiné en priorité aux jeunes, et non une simple émission au milieu dans la grille. Le programme, avant tout musical, diffuse la musique du moment avec un ton résolument jeune et novateur.
La Maison de la Radio reçoit 20 000 lettres enthousiastes. Les sondages, quelques semaines plus tard, montreront que 36 % des Romands de plus de 15 ans ont écouté Égal 3.
Ce succès remonte jusqu'à Berne, et le 25 août 1981 le Comité central de la SSR entérine l'idée d'introduire des 3e programmes dans les trois régions linguistiques. Mais il faut encore convaincre le Conseil fédéral.

### Liste noire
Pour ne pas perdre trop de temps et profiter du mouvement de sympathie, il est décidé de poursuivre l'expérience d'Égal 3 quand c'est possible : la nuit.
Sous la direction de Jean-François Acker, l'équipe de Liste noire prend possession de l'antenne de minuit à six heures sur La Première, jusqu'à sept heures sur Espace 2 et bouscule une tradition qui paraissait inamovible : l'hymne national qui clôt la journée d'émission après le dernier bulletin d'informations de minuit, est supprimé. Dès le 21 novembre 1981, ces six heures d'émissions préparent le terrain à l'apparition prochaine de Couleur 3. Ce laboratoire radiophonique diffusé en direct des studios de Genève se déroule sur 3 mois.
Leo Schürmann, directeur de la SSR, fait avancer le dossier auprès du Conseil fédéral. Il se heurte à la concurrence de différents organismes intéressés à prendre en charge un troisième programme radiophonique, en particulier des groupements conservateurs et évangéliques alémaniques, traditionnellement opposés au service public, qu'ils estiment être trop à gauche. Les sept sages du Conseil fédéral accordent finalement le 17 février 1982 une autorisation d’émettre d'une durée de trois ans.

### Couleur 3
Une semaine plus tard, le 24 février 1982 à midi, après une conférence de presse à Lausanne, Leo Schürmann, patron de la SSR, presse le bouton qui lance sur les ondes le tout premier jingle de Couleur 3. Couleur 3 est née, et désormais, les heures sont jaunes, blanches, rouges, bleues ou noires. Jean-Charles annonce les trois premiers disques. Dans l'ordre Robert Charlebois (Super Baby), Joe Cocker et Santana.
La première véritable émission de la chaine débute à 13 h, il s’agit des Heures Blanches avec au micro François Benedetti (qui sera le directeur de la station de 1987 à 1992). À 17 h, ce dernier passe le micro aux animateurs des Heures Rouges « Plus rock, tu meurs ». Cette première journée se termine avec les Heures Bleues de 21 h à 01 h dans une ambiance Rythm And Blues et jazzy, suivies de 01 h à 05 h des Heures Noires.
Parmi les toutes premières voix de Couleur 3 on retrouve, entre autres, René Claude, Bruno Séribat, Nancy Ypsilantis, Gilles Perroud, Cyrill Azzam et Lucile Solari. Nancy Ypsilantis et Lucile Solari seront par la suite animatrices sur La Première.
Les réactions lors du lancement de la toute nouvelle radio sont nombreuses, parfois positives, parfois négatives. Un lecteur du Confédéré s'exprime le 7 mai 1982 : « Les jeunes sont détériorés par la musique moderne ; ils planent à longueur de journée devant leur récepteur. Guère favorisés par leur insertion sociale, ils tendront encore plus vers la drogue et l'inutilité ».
Les premiers sondages d'écoute paraissent en juin 1982. Les résultats sont très encourageants : 28 % des Romands écoutent Couleur 3 et 69 % d'entre eux sont satisfaits du programme musical. La radio reçoit trente mille lettres d'auditeurs entre 1982 et 1986. Dans son rapport, fait à ses supérieurs, Jean-François Acker annonce que les avis sont majoritairement positifs. Le budget de la radio en 1982 est de un million et demi de francs suisses, c'est dix fois moins que les deux autres programmes radiophoniques de la RSR.
Le responsable de la programmation musicale est Gérard Saudan de 1983 à septembre 1991, lui succède à ce poste Thierry Catherine jusqu'en 2001. De 2001 à 2003, le responsable est Patrick Rouiller. Hervé Riesen reprend le poste de novembre 2003 à novembre 2008. Il connait bien la radio car il a été le premier animateur de la fréquence lyonnaise en 1994. Laurent Pavia lui succède de novembre 2008 à décembre 2011. Willy Dezelu prend la suite pendant la période fin 2011 à octobre 2016, son successeur est François Küffer toujours en poste.
Au lancement de la radio en février 1982, Couleur 3 possède un unique émetteur FM situé à la Dôle pour couvrir le bassin lémanique sur 100,7 MHz, en Valais le programme est diffusé en ondes moyennes, la radio est aussi disponible sur la mire TV. Les habitants des zones qui ne sont pas couvertes font circuler des pétitions. Une situation qui s'améliorera graduellement au cours des années, avec l'installation de nouveaux émetteurs FM en Suisse romande puis en France (voir diffusion en France).
À cette époque, les programmes de 17 h à 5 h sont réalisés à Genève par une équipe que dirige Jean-François Acker, pionnier du rock à la Radio suisse romande avec l'émission Transit, et ceux de la journée à Lausanne, avec Jean Charles et son équipe. Frank Musy est responsable de l'information. Cette direction bicéphale ne va pas sans quelques tiraillements, Jean-François Acker menace de quitter l'aventure s'il n'est pas le seul maitre à bord. À la fin de son premier mandat, le premier mars 1983, Jean Charles laisse toute la place à Jean-François Acker qui fusionne pour la première fois les métiers de programmateur musical et de technicien-réalisateur. Ce dernier reste quatre ans à la tête de Couleur 3 avant de partir à la Télévision suisse romande fin 1986. Jean-François Acker décède d'un cancer à l'âge de 53 ans dans la nuit du 7 au 8 novembre 2001.
François Benedetti, jusqu'ici adjoint de Jean-François Acker, reprend la direction de la chaîne en janvier 1987 et réunit l'ensemble des moyens de production et tous les collaborateurs de Couleur 3 en un seul centre de diffusion à Lausanne. 10 octobre 1988, il lance une nouvelle grille des programmes avec l'apparition de nouvelles émissions : Boréales, Virages, Coloriages, Métissages, Sanguines et Dégradés. À l'automne 1991, il lance le concept d'Info 3 avec une nouvelle équipe de journalistes afin que les flashs d'informations soient adaptés à l'état d'esprit de la chaîne. François Benedetti reste 6 ans à la tête de Couleur 3, il est remplacé par son directeur adjoint Blaise Duc en octobre 1992.
1994, lancement du site www.couleur3.ch.
Avril 1997, Blaise Duc forme Jean Alain Phillot qui sera directeur par intérim pendant quelques mois. Jean Alain Phillot, programmateur musical au lancement de Couleur 3 connait bien la station. En juin 1997, Blaise Duc devient le nouveau directeur de la communication à la RSR.
En 1997, avec l'arrivée d'outils informatiques pour la diffusion et la programmation musicale, l'animation en direct pendant la nuit est stoppée. Le « laboratoire nocturne » dans lequel débutent les nouvelles voix d'antenne est remplacé par de la musique puis des rediffusions d'émissions de la journée.
À cette époque, Couleur 3 c'est 3 millions et demi de CHF de budget annuel, 100 000 auditeurs par jour en Suisse, 20% d'audience générale en Suisse romande, et une quarantaine de collaborateurs en incluant la direction.
Au début de l'année 1997, le succès de Couleur 3 en France suscite un intérêt particulier chez Radio France qui envoie 4 personnes dans les studios de Lausanne pour une mission d'observation de 48 heures (nom de code « Mission Alpha ») en vue de lancer prochainement sa propre chaîne publique destinée aux jeunes. Un projet qui se concrétisera avec la naissance du Mouv' le 17 juin 1997.
Novembre 1997, Jean Alain Phillot cède sa place à Vincent Steudler, secondé par un chef d’antenne : Philippe Larchevêque de 2000 à 2002,.
Lors de la passation entre Jean Alain Phillot et Vincent Steudler la période est critique. L'audience descend à la fin des années 1990 à 3,5%, on parle de « Couleur 3% ». Cette dégringolade s'explique en partie par le nouveau système de mesure d'audience mis en place en 2001 avec une montre dotée d'un micro qui écoute ce qu'écoute son propriétaire, la mediawatch. L'autre cause semble être la programmation musicale trop éclectique et sans identité. Une idée soutenue par Vincent Steudler : « On a voulu être novateur en intégrant toutes ces musiques dans un seul programme, et on a tout mélangé ».
Quelques semaines après le lancement de la nouvelle grille intitulée « Un Nerf de Famille » en mai 1999, la radio qui souhaite rajeunir ses animateurs avec de nouvelles voix d'antenne fait paraitre une petite annonce dans Libération. 13 ans plus tôt, le 7 octobre 1986, Jean-François Acker avait fait la même chose, recrutant via le journal l'animatrice Michèle Durand-Vallade.
Au début des années 2000, la radio passe par une grave crise relayée par la presse qui annonce que Couleur 3 pourrait céder sa place a une chaîne d'information en continu du nom de Suisse Info. Vincent Steudler opère en 2001 un repositionnement musical avec le retour d'un programme beaucoup plus rock de 6 h à 21 h, les autres styles musicaux sont relégués en soirée. Autres changements, plus de contenus parlés et d'informations. Ces nouveautés s'accompagnent d'une campagne d'affichage confiée à Plonk et Replonk avec comme mascotte un iguane prénommé Roger.
Janvier 2003, Vincent Steudler quitte son poste. Il est remplacé le 1er février 2003 par un animateur de la Première : Jean-Luc Lehmann qui a participé en 1981 à la création de l’expérience Égal 3. Dominique Willemin (chroniqueur et animateur sur Couleur 3 depuis 1985) est nommé adjoint de direction en avril 2003 puis chef d’antenne, poste qu'il occupera jusqu'en décembre 2010.
À la suite de la fusion de la RSR et de la TSR en 2010, l’organigramme est modifié. Yves Demay (connu à l'antenne sous le pseudonyme de Professeur Y) est le nouveau chef d’antenne à partir de janvier 2011. Jean-Luc Lehmann est nommé chef de la rédaction Musiques de la RTS. En 2016, Laurent Pavia est chef d’antenne par intérim avant la nomination de Nicolae Schiau en novembre 2016. Janvier 2020, Nicolae Schiau est nommé au poste de chef de l’unité Jeune Public, Musique et Humour de la RTS. Antoine Multone lui succède à la tête de Couleur 3.

### Exportation
DRS 3 (devenue en 2012 radio SRF 3), reprenait la nuit les programmes de Couleur 3. Le bassin d'auditeurs est alors beaucoup plus important, couvrant les régions outre-Sarine et le sud de l’Allemagne ce qui permet aux émissions du samedi soir Groovelift, Pump It Up ou Trance Escape Live (voir émissions clubbing) de s'exporter dans les clubs et festivals suisses alémaniques. Couleur 3 est également très populaire auprès des auditeurs de France voisine, Jura, Haute-Savoie, Doubs, Haut-Rhin, situés dans la zone de couverture des émetteurs suisses. Une solution plus « officielle » viendra de Lyon en 1993 (voir Diffusion en France).

### Audiences
Période d’euphorie ou période de crise, les audiences de Couleur 3 ne cesseront jamais de fluctuer, ayant un impact sur la grille d'antenne, l’animation, la direction et le programme musical.
Les premiers sondages paraissent en juin 1982. Les résultats sont très encourageants : 28 % des Romands écoutent Couleur 3 (soit 336 000 romands) et 69 % d'entre eux sont satisfaits du programme musical. Couleur 3 atteint des audiences de l'ordre de 12 à 14 %
avec une part de marché à 18%. D’après un article de la Tribune de Lausanne et de la Tribune de Genève paru le 10 juin 1982, l’audience grimpe 44% dans les villes de Lausanne et Genève. À son lancement, la station n'a que deux concurrents dans la région du bassin lémanique : KTFM, aujourd'hui disparue, et Radio Thollon qui deviendra plus tard La Radio Plus.
Dans le milieu des années 1980, l’audience commence à s’effriter avec l’arrivée de nouvelles radios locales. La part de marché en 1985 est de 13%.
Au début des années 1990, la chute se confirme, Couleur 3 est à 8%. Au premier trimestre 1998, c’est la dégringolade, Couleur 3 n’est plus qu’à 3%.
Si, à ses débuts, Couleur 3 n'avait pas plus d'une demi-douzaine de concurrents, ces derniers sont devenus depuis très nombreux. Réseaux et radios privées françaises, locales suisses, sans compter les possibilités offertes par la diffusion par câble, par satellite et internet. Couleur 3 se recentre en mai 1999 sur le rock sans pour autant délaisser les autres genres musicaux lors du lancement de la nouvelle grille des programmes intitulée Un nerf de Famille.
À cette époque, sur Lyon (voir chapitre diffusion en France), Couleur 3 fait 1,2% d'audience cumulée ce qui représente environ 13 000 auditeurs.
Au début des années 2000, la station est en difficulté, la presse annonce qu'elle pourrait être remplacée par une radio d’informations. En 2001, le changement de la mesure d’audience via une montre, la MediaWatch, affine les mesures avec des données plus fiables. Entre 2001 et 2006, la durée moyenne d'écoute des Suisses romands âgés de 15 à 34 ans a baissé de plus de 20 % pour s'établir à 65 minutes par jour. En 2002, l’audience remonte à 5%, elle est à 4,9% en 2003. En 2003, l'auditeur moyen de Couleur 3 est âgé de 33,5 ans. Entre 2007 et 2011, l'audience est proche des 7%. La chaîne est la plus écoutée chez les 15-34 ans. En 2012, l'auditeur moyen a 39 ans, en 1982, au lancement de la chaîne il en avait 24.
L'audience radio connaît une lente érosion dans les années 2010. L'audience est à 6,9% en 2014, 6,6% en 2016, 6% en 2019 et 5,2% en 2020.

### Nouvelle grille rentrée 2017
À partir du lundi 28 août 2017, Couleur 3 modifie profondément ses programmes avec la disparition des émissions suivantes : One-Two, Supersonic, La Planète Bleue animée depuis 22 ans sur l'antenne par Yves Blanc, Happy Culture, Rockspotting animée par Frank Matter, Hors-piste animée par Vincent Veillon, Pl3in le Poste, Deviation de Benji B (en). et Let’s Dance du duo Luluxpo.
Sous l’intitulé « Tout change. L'esprit reste » Nicolae Schiau, nouveau chef d’antenne, présente une grille simplifiée et modernisée avec de nouvelles émissions : 9 h / 12 h, Pony Express présentée par Ellen Ichters et Claire Mudry. 12 h / 15 h, Les 3 singes. 15 h / 18h, Calmos présentée par Frank Matter, 18 h / 20 h, Les Bras Cassés présentée par Valérie Paccaud, Nayuno de 20 h à 21 h. La matinale Réveil à 3 reste inchangée.
À cette occasion, le grand studio de Couleur 3 est entièrement refait et doté d’un système de caméras pour l’enregistrement et la diffusion en direct d’un flux vidéo.

### Anniversaires de Couleur 3

#### 10 ansde Couleur 3
Outre des programmes spéciaux sur l'antenne pendant la semaine du 15 au 21 février, le vendredi 21 février et le samedi 22 février 1992, deux soirées spéciales sont organisées au casino de Montreux retransmises en direct sur les ondes de Couleur 3.

#### 20 ansde Couleur 3
En 2002, pour ses 20 ans, la station organise deux soirées retransmises en direct sur les ondes.
Une soirée pop rock est organisée le 19 octobre 2002 dans les anciens ateliers mécaniques des CFF à Vevey avec sur scène Zebda, le groupe anglais A, et Miro. Les concerts sont entrecoupés de performances scéniques de la troupe Okupa Mobil originaire de Toulouse.
Une soirée Groovelift orientée musiques électroniques se déroule le 26 octobre 2002 dans l'ancienne aérogare de l'aéroport international de Genève avec aux platines : Dj Falcon, Thomas Bangalter, Cassius et Mr Mike.
Le 24 février 2002, jour de son anniversaire, la station propose une thématique « avoir 20 ans aujourd'hui » avec l'intervention sur l'antenne d'auditeurs de 40 ans qui évoquent leurs 20 ans et ce qu'ils ont vécu pendant l'année du lancement de Couleur 3, ainsi que d'auditeurs qui viennent d'avoir 20 ans en 2002. La programmation musicale est ponctuée de nombreux repérages (voir paragraphe Repérages) couvrant la période 1983-2002 afin de découvrir ou redécouvrir la culture musicale de la radio. La Cinémathèque suisse organise les 8 et 9 mai 2002 un mini festival de cinéma dont la programmation est en lien avec les programmes et l'histoire de Couleur 3.

#### 25 ansde Couleur 3
Du 23 au 25 février, pour ses 25 ans, la radio joue la carte de la nostalgie et offre une carte blanche aux anciennes voix de Couleur 3 invitées à animer plusieurs tranches horaires. Le temps d’un week-end, c’est le retour sur l’antenne de Lolita, Mermet et Monney, Pierre-Philippe Cadert, Mme Ming, Jean-Alain Phillot, Michèle Durand Vallade, Laurence Bisang, Toutoune, Mr. Pain, René Claude, Mr Mike et François Benedetti.

#### 30 ansde Couleur 3
Pour l'occasion le MUDAC organise une exposition qui revient sur le parcours de la radio. Une importante sélection d’affiches, flyers, programmes, tee-shirts, autocollants et gadgets divers est mise en scène dans l’exposition. Pour marquer l’événement, l'émission El Blablo animée de 16 h à 19 h par Valérie Paccaud est en direct une douzaine de fois du musée lausannois entre mars et juin 2012 avec en invité d'anciens animateurs et animatrices de la chaine comme le trio de Carabine FM : Lolita, Gérard Mermet et Alain Monney mais aussi Jean Marie Chataignier, Laurence Bisang, Pierre Philippe Cadert et Noël Tortajada ancien animateur du Mou Monster Show et de Dojo Zen. Pour fêter l’événement, la RTS lance un nouveau site d'archives sur Couleur 3 : www.couleur30.ch. Au programme : 30 années de Couleur 3 en textes, photos, archives audio et vidéo. Le site étant à présent abandonné, les archives de la station se trouvent principalement sur notrehistoire.ch et sur rts.ch.
Dans la foulée, un livre est publié aux éditions Glénat : Couleur 3 - 30 ans écrit par la journaliste indépendante et consultante musicale Élisabeth Stoudmann. L'ouvrage se présente sous la forme d'un dictionnaire et raconte en 215 pages toute l'histoire de la station de 1982 à 2012 avec des dates clés, des anecdotes, des interviews de collaborateurs et plusieurs planches en papier glacé de photos couleur. On retrouve aussi une mini bande dessinée de l'auteur genevois Tom Tirabosco dans laquelle il raconte ses passages dans les studios de Couleur 3.
Du 7 mars à fin juin 2012, les annonces vocales des arrêts de la ligne M2 du métro de Lausanne sont remplacées par des voix emblématiques de la station comme Lolita, Valérie Paccaud, Gérard Mermet ou encore Patrick Dujany.

#### 40 ansde Couleur 3
Couleur 3 fête ses 40 ans du jeudi 24 février minuit au 25 février 6 h du matin sous le nom de « La Quarantaine de Couleur 3 ».
La grille des programmes est modifiée pour laisser place à 30 heures de direct avec des invités, des surprises, des archives sonores et une programmation musicale spéciale. Les auditeurs sont invités à laisser des messages audio sur une application de messagerie, messages diffusés plusieurs fois par heure sur l’antenne. La matinale « 40 ans, Toujours Plus Tôt », voit le retour de Vincent Veillon et Vincent Kucholl avec la chronique 120 secondes incarnée par le personnage de Sylvain Chevalley, membre d’un comité contre la redevance radio-télévision. Yann Marguet fait revivre le personnage de Fusil McCul et les flash info évoquent l’actualité du 24 février 1982, jour de la naissance de Couleur 3. Duja propose de nouveaux micros-trottoirs sur le thème de Couleur 3.
Pendant 6 mois de l'année 2022, une installation interactive et sonore itinérante fait le tour des festivals de Suisse romande. Doté de 32 haut-parleurs, le dôme « CouCouleur3 » propose des séances de 15 minutes pour une immersion à 360 degrés dans les programmes phares de l'antenne comme Les Métissages et Les Orties. L'opération est lancée le 7 avril à l’Immersive Sound Festival de Fribourg et se termine au festival Label Suisse de Lausanne en septembre 2022.
Pour clore les 40 ans de Couleur 3, la chaine RTS Deux diffuse le 4 janvier 2023 à 20h50 le documentaire « Couleur 3 Couleur 3... ce n'est que le début ! ». Réalisé par un ancien animateur de Couleur 3, Noël Tortajada, ce film donne la parole aux anciens directeurs, animateurs, techniciens de la station. Il couvre la période qui va de la création de la radio en 1982 jusqu'au milieu des années 1990 avec des archives vidéos et sonores.

## Identité de la station

### Logos
Logo de 1982 à 1986[réf. nécessaire].

Logo Couleur 3 de 1982 à 1986

Logo de 1986 à 1995 dans l'esprit graffiti[réf. nécessaire].

Logo Couleur 3 de 1986 à 1995.

Logo de 1995 à 2003[réf. nécessaire], version simplifiée du précédent logo. Probablement présenté pour la première fois sur le site couleur3.ch, mais il n’est devenu populaire qu’en 1996[réf. nécessaire].

Logo Couleur 3 de 1995 à 2003.

Logo de 2003 à 2012 réalisé par Laurent Bonnet (graphiste basé à Genève). Il a été choisi parmi 30 propositions et il est décliné en 5 coloris[réf. nécessaire]. Il se veut « Plus élégant, plus simple, plus moderne ». Il est présenté officiellement lors d'une campagne d'affichage le 8 décembre 2003.

Logo Couleur 3 de 2003 à 2012

Logo de 2012 à 2016[réf. nécessaire]. La barre sous le 3 disparait, le logo RSR est remplacé par celui de la RTS à la suite de la fusion de la RSR et de la TSR en 2010.

Logo Couleur 3 de 2012 à 2016

Logo de 2016 à 2024 réalisé par l'agence de design graphique Emphase basée à Lausanne[réf. nécessaire].

Logo de RTS Couleur 3 depuis 2024

Le 3 est réalisé à partir d'un cercle épais dont une partie est séparée et décalée vers le haut pour faire le chiffre trois. Cette partie supérieure représente 20% de la totalité du cercle et les 20% de contenus parlés, le reste du cercle représente visuellement les 80% de contenus musicaux des programmes de la chaîne.

Logo Couleur 3 de 2016 à 2024

Logo depuis 2024 réalisé par l'agence de design graphique Hymn Design basée à Lausanne.

### Slogans
Contrairement à d’autres radios, RTS Couleur 3 n’a pas un slogan rattaché directement à son nom. Cependant les lancements de nouvelles grilles des programmes ont été souvent accompagnés d’un slogan décalé et humoristique et d'opérations spéciales.
La nouvelle grille de François Benedetti lancée en octobre 1988 se fait sous la bannière « Nul n’est censé ignorer la 3 ». Pour en faire la promotion, des comédiens déguisés en policiers arrêtent des badauds dans la rue en criant « Au nom de la 3, je vous arrête ! ».Si le passant ne connait pas la nouvelle grille des programmes, il est placé dans un container prison avec le descriptif de la nouvelle grille. Pour cette performance de rue bruyante, la radio utilise aussi des voitures de police américaines munies de sirènes.
En septembre 1990 sont placardées dans les villes de Suisse romande des affiches avec des contrepèteries et autres jeux de mots comme « Couleur Suisse gourmande » avec l’héroïne de la bande dessinée Martine aux jupes retroussées, ou encore « Saisons belles qui passent » avec en bas de l'affiche un véritable pot de géraniums.
La nouvelle grille de Vincent Steudler lancée en mai 1999 s'appelle « Un Nerf de Famille » un clin d’œil au film Un air de famille de Cédric Klapisch sorti en 1996.
Parmi les affiches de communication marquantes il y a : « Couleur 3, quatrième fournisseur de bruits après la machine à café, le lave-vaisselle et le gamin des voisins ». et les illustrations du dessinateur Mix & Remix à la fin des années 1990.

## Programmes

### Repérages
Un Repérage est une chanson sélectionnée par les programmateurs de la chaine parmi les nouveautés du moment. Il est diffusé plus souvent que les autres titres pendant plusieurs semaines afin de faire découvrir aux auditeurs de nouvelles productions ou de nouveaux talents. Les repérages existent depuis le 10 janvier 1983. Le 24 janvier 1983, le titre « Love Is a Stranger » d'Eurythmics devient un Repérage, le 17 mai 1983, c'est au tour du duo zurichois Yello avec le titre « Swing ». Le 31 mai, Marie Léonor est Repérage avec son unique tube « Les jardins de Tokyo ».
Dès 1990, les Repérages sont déclinés sous forme de compilations CD illustrées par des dessinateurs comme Loustal, Bilal ou encore Noyau et Anna.
Les Repérages sont aujourd'hui la plus ancienne séquence toujours à l'antenne.

### Émissions actuelles

#### Fuego
Depuis le 28 août 2023, l'émission Fuego remplace Saucisse 9. L'émission est animée du lundi au jeudi de 6 h à 9 h par l'humoriste Renaud de Vargas et la journaliste Marie Giovanola. Le vendredi c'est l'émission Ultimatin présentée par Hadrien Mayoraz, avec le journaliste et humoriste Lucas Vuilleumier et l'humoriste Benjamin Décosterd. Yannick Neveu l'animateur de Saucisse 9 propose un nouveau rendez-vous l'après midi de 15 h à 17 h : Le Poulpe.

#### Les Bras Cassés
Depuis le 28 août 2017, Valérie Paccaud présente l'émission humoristique Les bras cassés du lundi au jeudi en direct, de 18 h à 20 h. À partir de septembre 2020 l'émission est diffusée entre 17h et 19 h. Les bras cassés s’intéressent à tout : humour, BO de films, publicité, société, mythologie, agenda, parodie de musique, etc. Depuis septembre 2021, l'émission est animée en alternance par Valérie Paccaud et Frank Matter.

#### Les Métissages
Après le départ de Jean-François Acker, François Benedetti, nouveau directeur, lance sa grille des programmes en 1988 nommée : « Au nom de la 3, je vous arrête ! ».
De 20 h à 22 h en semaine une nouvelle émission fait son apparition : Les Métissages. Dans un premier temps, il n’y a pas d’animation et la direction donne la consigne aux DJs et programmateurs de ne pas passer de musique électronique et de hip-hop. Sont autorisés : funk, acid jazz, reggae, et musiques tropicales. En 1991, Les Métissages change de formule, l’émission est diffusée de 23 h à 1 h avec un animateur attitré Éric Grosjean. Derrière les platines en alternance Daddy Fred (Fred Bernard) et JLC (Jean-Luc Cressier). Beaucoup plus éclectique et électronique, l’émission invite de nombreux artistes internationaux en interview dont Laurent Garnier, Little Louis Vega, Guru (Jazzmatazz), Gilles Peterson…
Dans la seconde partie des années 1990 Les Métissages gagnent en popularité et en longueur. (Jusqu’à 4 h d’émission par soirée). Le vendredi place aux Métissages Dance avec plus de house music et de mixs de DJs. Devra rejoint Éric Grosjean à l’animation. De nouveaux programmateurs font leur apparition : Mirko Loko, JP, Éric Borgo. Par la suite l’émission change à de nombreuses reprises de formule et d’horaire.

Le 9 novembre 2011, l’émission fête ses 20 ans avec une soirée en direct de la Case à Chocs de Neuchâtel avec Spank Rock en invité.

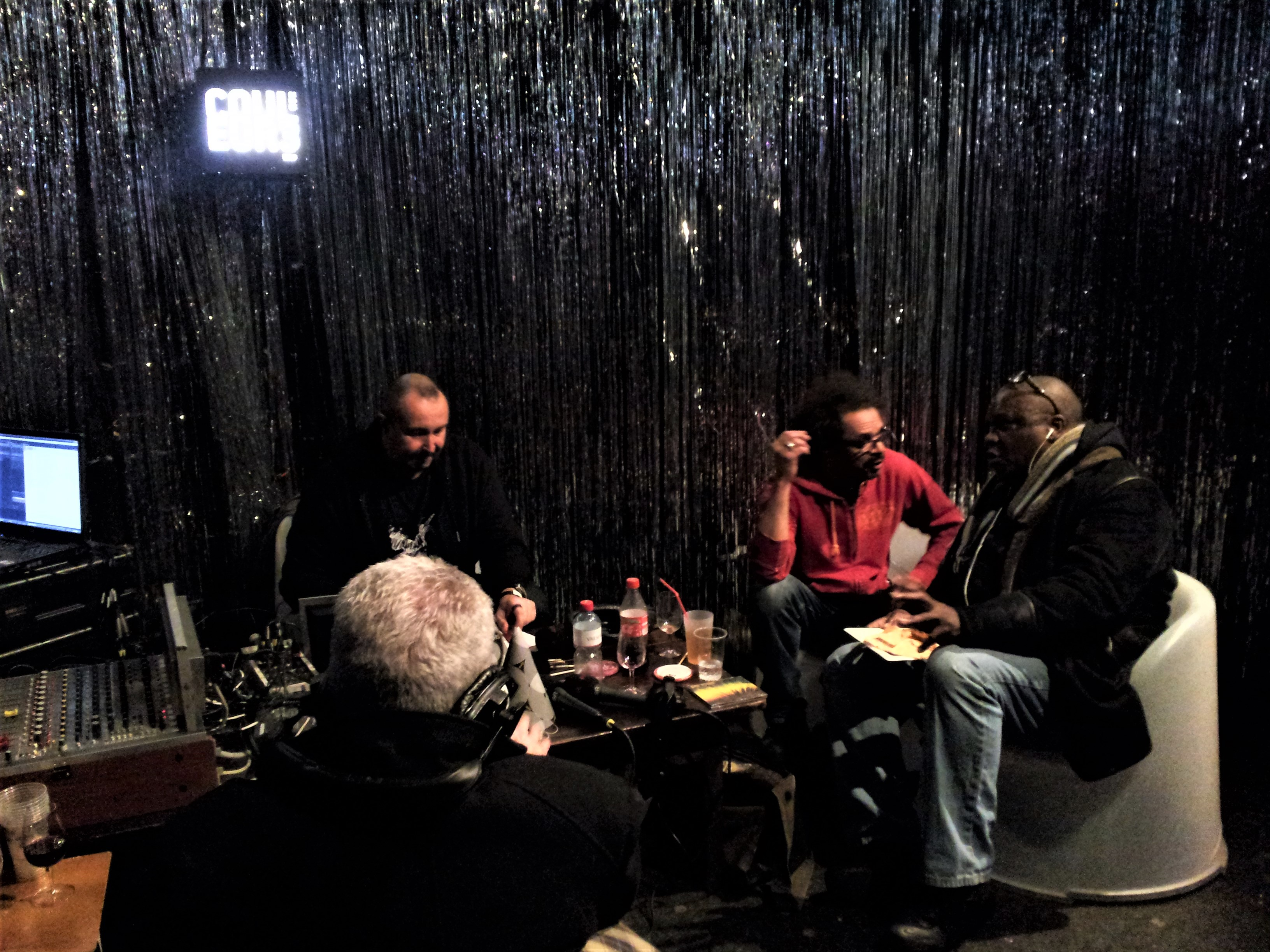
Soirée 20 ans des Métissages à la Case à chocs avec Mr Mike en invité.
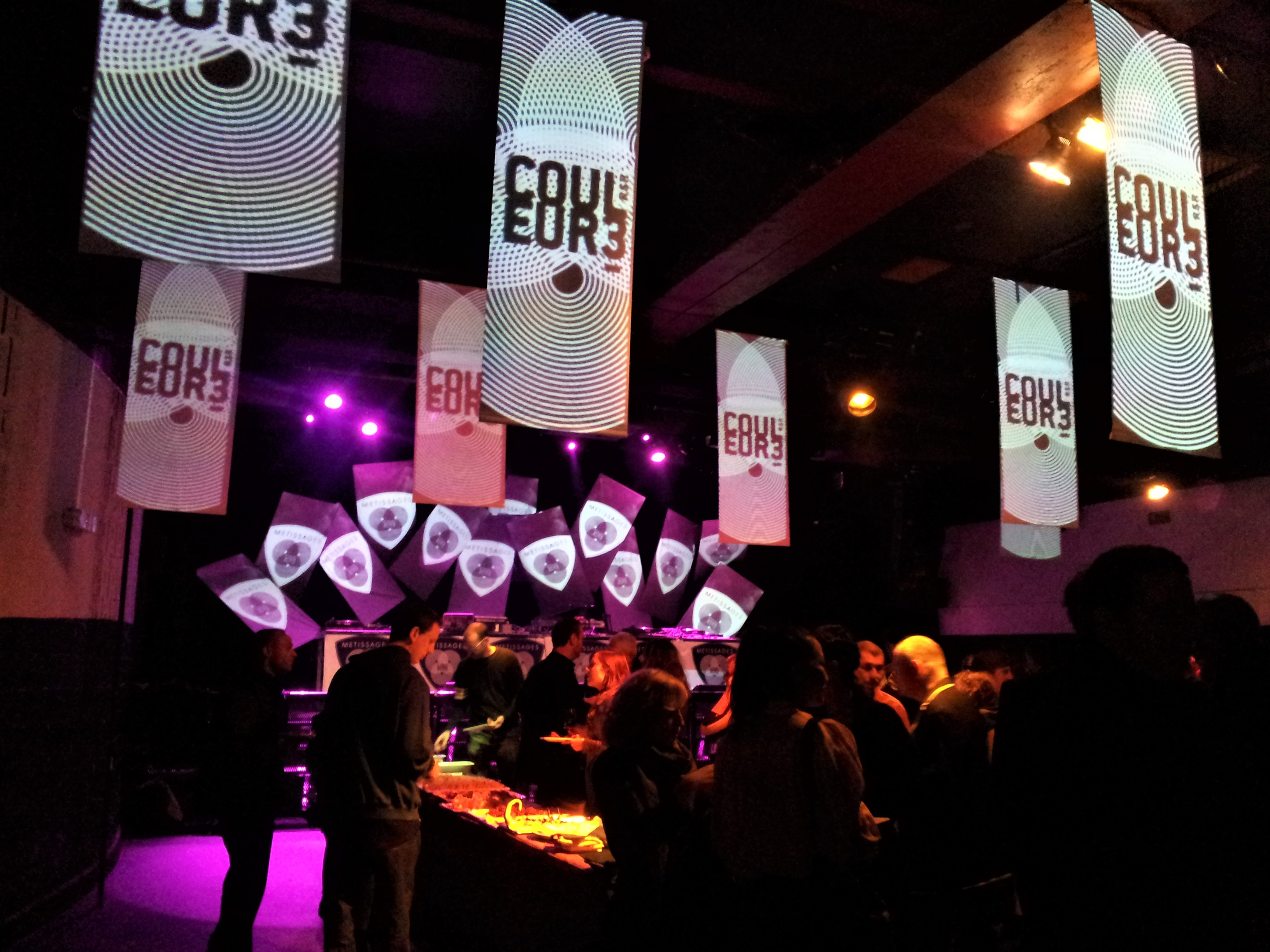
La Case à chocs Neuchâtel reçoit l’équipe des Métissages pour les 20 ans de l'émission.

Aujourd’hui Les Métissages sont diffusés du lundi au jeudi de 21 h à 23 h. C’est la plus ancienne émission de Couleur 3 toujours à l’antenne.

#### Nayuno
Depuis le 28 août 2017, Nayuno (qui succède à Downtown Boogie diffusée depuis avril 1999) est une émission consacrée au hip-hop. Diffusée dans un premier temps tous les soirs de la semaine entre 20 h et 21 h, elle est ensuite diffusée dès septembre 2018 le samedi entre 17 h et 18 h. Depuis septembre 2020 l'émission est le vendredi de 20 h à 22 h. Elle est présentée par DJ Vincz Lee et Geos. Dj Green Giant quitte l'émission en septembre 2020. L'émission est suivie du Nayuno Mix diffusé entre 22 h et 00 h.

#### Pili Pili
Pili Pili est une émission présentée chaque dimanche depuis le 31 août 2020 par Michel N’Deze. Pili Pili évoque avec des invités l’actualité des cultures et musiques africaines. La chronique Matières Premières est consacrée aux traditions et à l’héritage du passé tandis que la chronique Africalement Votre est tournée vers l’avenir du continent.

#### Republik Kalakuta
Émission créée en 1991 par Jean-Marc Baehler en remplacement de Couleur tropicale. Comme cette dernière, elle est spécialisée dans les musiques d'Afrique et d'Amérique du Sud. L'émission est diffusée le dimanche de 10 h à 12 h

#### Rhinoféroce
Depuis le 4 septembre 2016, Patrick Dujany connu sous le nom de Duja) présente le dimanche soir Rhinoféroce qui succède à Krakoukass qui était diffusé depuis 2000. Rhinoféroce est entièrement consacrée au heavy metal allant du hard rock au death metal. Comme pour Krakoukass, Maître Frank (Frankfrançois ou pour l'état civil François Küffer) s'occupe de la programmation musicale. Chaque émission propose une interview d'un chanteur ou d'un groupe toujours dans le même genre musical.

#### Superflux
Après l’arrêt de l’émission Point Barre le 24 juin 2022, Superflux est, à partir du 2 septembre 2022, le nouveau rendez-vous consacré aux jeux vidéo et aux nouvelles technologies. De nouvelles thématiques sont abordées : l’actualité du web, la pop culture, la musique, les mangas, les séries et les films.
Diffusée en direct le vendredi de 15 h à 17 h en audio et en vidéo, l’émission est animée par Marion Agoston, Davy Bailly-Basin, Stéphane Laurenceau, Mickael Marquet, Crystel Di Marzo et Laurent Dormond. Le 2 septembre 2022, la chaine YouTube de Point Barre est renommée Superflux.

### Anciennes émissions
Saucisse 9 (2021-2023)
Matinale diffusée de 6 h à 9h du 30 août 2021 au jeudi 22 juin 2023. L'émission est animée du lundi au jeudi par Yannick Neveu et le vendredi par Hadrien Mayoraz. Le 6 h / 6 h 25 est un programme spécial appelé La descente de lit. À 8 h 30 la chronique La boucherie d'en face donne la parole à la presse locale et l'actualité des cantons.

#### Calmos (2017-2020)
Du 28 août 2017 à fin décembre 2020, Frank Matter et Yann Marguet présentent Calmos (en remplacement de Supersonic) qui est diffusé tous les après-midi en semaine de 15 h à 18 h. Et d'où on retrouve Les Orties, la chronique qui parle de l'actualité avec un esprit humoristique et décalé présenté par Yann Marguet.

#### Downtown Boogie (1999-2017)
En avril 1999, Couleur 3 lance en soirée une nouvelle émission du lundi au vendredi de 20 h à 21 h consacrée au hip-hop : Downtown Boogie. Les animateurs sont Baby Blue, Dynamike, Jiggy Jones. Les DJs sont Ron T (qui fut plus tard le propriétaire du Loft Club de Lausanne), Green Giant et Vincz Lee. L’émission s’arrête le 28 juin 2017 après plus de 18 années d’existence. Une soirée anniversaire est organisée dans un club de Lausanne pour fêter les 20 ans de l'émission. Si l'émission n'est plus à l'antenne, elle se décline toujours sous la forme de soirées dans les clubs de Suisse. 

Logo émission Downtown Boogie

#### En attendant la gloire (2019-2020)
De janvier 2019 à juin 2020, Laura Chaignat et Yoann Provenzano animent En attendant la gloire tous les jours de semaine de 6 h à 9 h. L'émission traite de l'actualité, des thèmes de la vie courante et de la culture, le tout sur un ton humoristique. Des interviews et des jeux se déroulent également durant le programme. L'émission est remplacée par L'origine du Monde le 31 août 2020 avec uniquement Laura Chaignat.

#### La Planète bleue (1995-2017)
La Planète bleue est diffusée le week-end de janvier 1995 à juin 2017. Cette émission de 60 minutes sur l'environnement, la technologie et la culture est produite et animée par Yves Blanc,. Depuis septembre 2017, elle est diffusée sur d'autres stations francophones.

#### Les Nuits Q (1987-1992)
Émission érotique diffusée les nuits des week-ends de 1987 à 1992 et animée par Blaise Angel qui propose des petites annonces de rencontres coquines et la séquence Star Cuisses dans laquelle il interroge des stars sur leurs pratiques sexuelles.

#### Mou Monster Show (1998-2000)
De septembre 1998 à juin 2000, Noël Tortajada dit Noël Noël présente Le Mou Monster Show qui s'empare chaque semaine d'un sujet de société de manière caustique et décalée. Mr Mou évolue dans un univers imaginaire en direct du « studio du développement » avec l’aide de son réalisateur « L’homme gâteau ». Il y a un faux public, des fausses danseuses, de faux concerts, et même un faux journal d’actualité présenté par Martine Gorey (Pseudonyme de Noël Tortajada). Les thématiques abordées sont très variées, on passe de la mouche aux sectes, de la remise en forme aux drogues.

#### Point Barre (2005-2022)
De 2005 à 2022, Point Barre traite, tous les samedis entre 11 h et 12 h, de l'actualité vidéoludique et technologique. Jeux vidéo, tests et nouvelles technologies sont au programme de l'émission, animée et produite par Stéphane Laurenceau, chroniquée par Laurent Dormond et Mickaël Marquet. Depuis septembre 2013 Point Barre propose une version en vidéo sur Youtube.
L'émission s'arrête le 24 juin 2022.

#### Réveil à 3 (janvier 2017- décembre 2018)
Réveil à 3 était la matinale de Couleur 3 diffusée en semaine de 6 h à 9 h (succédant à Namasté). Animée par Benjamin Luis, elle abordait de nombreux thèmes d'actualité de manière impertinente et imprévue avec des flashs infos toutes les demi-heures.

#### Worldwide (1998-2001)
En 1998, Gilles Peterson fondateur du label Talkin' Loud lance son propre show radio Worldwide diffusé sur BBC Radio 1. L’émission passe sur de nombreuses autres radios dont Radio Nova en France et Couleur 3 en Suisse. En 2001, l’émission est diffusée le dimanche de 22 h à minuit. En 2002, elle disparait de la grille des programmes de Couleur 3.

### Anciennes émissions "clubbing"

#### Couleur Platine (1983-1990)
Les premières soirées consacrées aux musiques dansantes sur Couleur 3 se déroulent dans les années 1980 sous le nom de Couleur platine,.
L’émission est diffusée le vendredi et le samedi soir de 21 h à 01 h. Elle se déroule en studio et ponctuellement en direct de clubs et de soirées événementielles dans toute la Suisse. Les DJs résidents sont Dany le Rouge, Big Charly, DJ Djaimin, Mr Mike, Baby Chris, Docteur Silk, Jonathan, Dr Bill, Just One (futur DJ de Sens Unik) et Dj Lolo.

#### Pump It Up (1991-1997)
De 1991 à 1997, les soirées du week-end sur Couleur 3 se nomment Pump it up. Les deux artistes résidents sont Mr Mike et Djaimin. Le duo se relaie aux platines avec de nombreux invités comme Pino Arduini, George Morel, Gianni Parrinni, Marco Ricci, Ricky Montanari ou encore Willow. Mr Mike s’occupe aussi de l’animation en anglais et français. Les soirées Pump It Up se déroulent dans des clubs ou lors de soirées événementielles comme celles de l’organisation Dancefloor Syndroma. La musique est essentiellement house avec des variations trance, rave et techno.
En 1998, le duo sort le tube Put Your Hands Up sous le nom de The Black and White Brothers. C’est aussi en 1998 que sort la compilation mixée par Mr Mike : Pump It Up Live en collaboration avec Couleur 3 et le label Dj Beat ainsi que le titre Pump It up! de The Black and White Brothers dont les paroles évoquent les mythiques soirées Pump It Up diffusées en direct sur Couleur 3. Une reprise par l'artiste belge Danzel sortira en 2004 avec le même titre : Pump It Up!.

#### Groovelift (1998-2006)
Après le départ de DJ Djaimin, un samedi sur deux de 22 h à 4 h, Couleur 3 propose les soirées Groovelift orientées house, disco-house, soulfull house. Elles sont parfois enregistrées en studio mais le plus souvent en direct de clubs, de festivals ou de soirées évènementielles. Mr Mike s'entoure d'une nouvelle équipe de résidents dont Charles Schillings et Victor Simonelli. Parmi les invités on retrouve Cassius, Junior Jack, CJ Mackintosh, Ron Carroll, Groove Junkies, Thomas Bangalter ou encore Mousse T. Entre 1999 et 2002, Couleur 3 et DJ Beat records sortent 5 compilations CD Groovelift.

Logo émission Groovelift

#### Trance Escape (1999-2006)
En septembre 1999, l'émission Trance Escape Live est diffusée le samedi soir de 22 h à 4 h en alternance avec les soirées Groovelift. Les soirées Trance Escape Live se déroulent dans des clubs, festivals et soirées évènementielles. Les DJs résidents sont Mind-X, Dj Pure, Sonic-T, Koris, DJ Simple et Blackmail. Une série de 10 compilations CD est éditée entre 1999 et 2004,.

Logo émission Trance Escape

### Anciennes chroniques

#### 120 secondes(2011-2014)
Chronique diffusée entre le 29 août 2011 et juin 2014 et proposée par Vincent Kucholl et Vincent Veillon dans l'émission de la matinale Lève-toi et marche. Vincent Veillon dans le rôle du journaliste interview sur des sujets d'actualité des personnages fictifs joués par Vincent Kucholl qui se déguise en Igniacio Chollet, Gilles Surchat ou bien encore Sébastien Jacquet. Le nombre de personnages ne cessera d'augmenter. C'est rapidement un succès, la séquence humoristique est écoutée ou visionnée un million de fois par mois. Elle est ensuite adaptée à la télévision dans l'émission 26 minutes.

#### Au milieu du village (2009-2011)
Cette chronique nous faisait découvrir les petits villages de Suisse Romande par le biais de fausses interviews humoristiques. Ces sketchs mettent en scène Jeanne Brichoux (Laurence Scheurer) et Gabriel Teuscher (Vincent Kucholl) lors de leurs découvertes.

#### Carabine FM
En septembre 1984, pour la première fois depuis son existence Couleur 3 diffuse sur son antenne des chroniques humoristiques avec l’arrivée du duo Alain Monney et Gérard Mermet. Les présentateurs de l’émission les Tatouages animent plusieurs chroniques absurdes dont la plus mémorable est Carabine FM diffusée en 1986. Une parodie déjantée des radios FM privées avec de fausses dédicaces. Le nom de la chronique sera repris pour une émission d’humour et de variétés présentée sur la TSR par le trio Lolita, Mermet, Monney.

#### Enfin des bonnes nouvelles (2006-2008)
Journal fictif de Radio Lausanne donnant chaque matin les nouvelles du même jour, mais 50 ans plus tôt, animé par Odette (Laurence Scheurer) et Lucien (Vincent Kucholl).

#### La vie est belle (2013-2014)
Chaque jour de la semaine, Éric Grosjean proposait une rubrique satirique qui reprenait un des thèmes de l'actualité. Cette chronique s'est arrêtée le 13 juin 2014.

#### Les Caissières (2000-2004)
La vie mouvementée de deux caissières, Micheline Moreiro (Valérie Paccaud) et Arlette Frochot (Laurence Scheurer), dans leur supermarché vaudois. La chronique a aussi été diffusée sous le nom de Super Discount.

#### Ondes de choc
Cette chronique voit Jeanne Brichoux ― incarnée par Laurence Scheurer et précédemment apparue dans Enfin des bonnes nouvelles (2006-2008) et Au milieu du village (2009-2011) ainsi que sous la forme de son arrière-petite-fille Marie-Jeanne dans L'État du monde (2008-2009)[réf. nécessaire] ― courir le monde pour des reportages décalés. C'est chronique s'est arrêtée le 26 juin 2015.

#### Radiocéphale (2010-2012)
De septembre 2010 à juin 2012, Patrick Dujany animait une nouvelle rubrique avec la participation du docteur Jeanpierre. Cette chronique était consacrée au cerveau et revisitait les comportements humains de manière souvent humoristique.
La fin de la chronique était notamment ponctuée par la découverte d'un morceau de musique de la discothèque du docteur Jeanpierre, qui nous proposait des chansons souvent décalées et/ou chantées par des artistes atteints de troubles psychologiques.

#### Télé Moudon (2008-2010)
Une chronique animée par les mêmes personnages que dans la chronique « Les caissières », à savoir Micheline Moreiro (Valérie Paccaud) et Arlette Frochot (Laurence Scheurer).

### Journées thématiques
Depuis ses débuts, la radio propose ponctuellement des journées thématiques décalées ou abordant des thèmes de société. À cette occasion, le contenu parlé et musical habituel est remplacé par un programme spécial qui n’est pas annoncé à l’avance sur l’antenne.
Pour certaines thématiques, les émissions, la musique, l’animation et l’habillage sont infléchis en fonction du sujet abordé. Quelques exemples : journée de la contestation, journée des droits de l’homme, le chom’day, le chanvre day, les radios pirates, le manga, South Park, la journée du cochon.
Le 22 avril 1984, pour sa première journée thématique, Couleur 3 diffuse pendant 24 heures des sons de la nature et des chants d’oiseaux avec comme seul slogan :
« Couleur 3, la station de votre temps, vous offre la source du temps ». Une journée similaire aura lieu le 21 mars 2011 sous la bannière : « Couleur 3, partenaire officiel du printemps ».
Le 20 octobre 1985, la station diffuse un concerto de 24 heures. Le 20 et 21 novembre 1985, toutes les interventions sur l'antenne évoquent les aventures de Rona et Gorba pendant que se déroule au sommet de Genève une rencontre entre Ronald Reagan et Mikhaïl Gorbatchev.
Le 15 juin 1986 se transforme en 15 juin 1966 pour un voyage dans le passé. Pâques 2004, la radio diffuse pendant 24 h des chants d'oiseaux pour annoncer le printemps. Octobre 2005, pendant toute une journée la radio propose un programme de musiques classiques.
Le 20 mai 2021, les programmes habituels sont remplacés par une odyssée à travers l’espace et le temps, portée par les principaux courants musicaux de ces 80 dernières années. Le 4 novembre 2021, journée spéciale sur le thème de l’addiction.
Le 27 avril 2023, Couleur 3 propose une journée expérimentale sur le thème de l’intelligence artificielle (IA)
De 6 heures à 19 heures, les musiques diffusées ont été créées par ou avec l'aide de l'intelligence artificielle. L’animation est assurée par des voix numériquement clonées des animateurs et animatrices de Couleur 3. La technologie utilisée est celle développée par la société américaine Respeecher (en). Tous les textes sont générés par ChatGPT et d’autres outils similaires. Les informations de la RTS sont remplacées par des bulletins parodiques et humoristiques évoquant une actualité du futur.
S’agissant d’une opération surprise, une annonce est faite toutes les 20 minutes sur l’antenne pour expliquer le concept aux auditeurs et les inviter à réagir sur un numéro spécial. Le lendemain, plusieurs émissions reviennent sur cette opération avec des spécialistes de l’intelligence artificielle et des interviews des collaborateurs ayant travaillé sur la préparation de cette journée spéciale.

### Opérations spéciales

#### La Mano Negra en Prison (1989)
Samedi 23 décembre 1989, la Mano Negra est en prison. Il s’agit d’une opération spéciale organisée par Blaise Duc, directeur adjoint de François Benedetti. Pour ce Noël rock, le groupe français joue devant une trentaine de détenus de la prison de Bochuz réunis dans le réfectoire de l’établissement pénitencier. L’évènement, qui se déroule à midi, est retransmis en direct sur Couleur 3.

#### Couleur 3 en travaux (2003)
Le lundi 1er décembre 2003 à 17 h 48 précisément et sans aucun préavis, les programmes à l’antenne sont brouillés pendant quelques secondes puis remplacés par une programmation musicale étrange, décalée pop et rock entrecoupée d’interventions d’une voix féminine au timbre électronique qui se prénomme TELAD. (TELAD est l’anagramme de DALET, le programme informatique de diffusion utilisé par les radios de la RSR dans les années 1990 et 2000).
Sorte d’intelligence artificielle perdue dans le temps et l’espace, TELAD énumère tous les quarts d’heure des coordonnées. Ces paroles énigmatiques synchronisées avec le RDS s’affichent sur les écrans des postes de radio. Le scénariste et réalisateur de cette fiction intersidérale est Thierry Châtel. Cette rupture de programme abrupte est, d’après le directeur de Couleur 3 Jean-Luc Lehmann, une déconstruction volontaire du passé de la station. Ce programme inattendu suscite de nombreuses réactions positives et négatives chez les auditeurs. Plus de 500 courriels et lettres sont envoyés lors de la première journée de rupture.
Une campagne d’affichage dans toute la Suisse romande et des messages à l’antenne lèvent rapidement le voile sur ce « coup de théâtre radiophonique ». Ils annoncent que « Couleur 3 est en travaux ». Selon Jean-Luc Lehmann, cette phase de transition d’une durée totale de 3 semaines est nécessaire pour permettre à l’ensemble des équipes de préparer en coulisse une nouvelle grille d’antenne et une nouvelle programmation musicale.
À partir du 22 décembre 2003, les auditeurs découvrent de nouvelles émissions. De 6 h à 9 h c’est le Guten Tag présenté par Valérie Paccaud et Stéphane Laurenceau. Une nouvelle chronique de Jean-Yves Lafesse fait son apparition dans la matinale. L’émission est suivie de Carbone 913, l'après-midi c’est Tanger Glasgow, un rendez-vous musical relaxant sans animation. De 17 h à 20 h c’est le talk-show Dujamais vu présenté par Patrick Dujany alias Duja. À 20 h, c’est La Société Anonyme, une émission interactive de débats abordant l’actualité et des thèmes de société avec des invités et des auditeurs présentée par Samuel Vuillermoz.
Gérard Tschopp, directeur de la RSR, fixe comme objectif pour Couleur 3 et sa nouvelle grille 6% de part de marché à la fin de l’année 2004.

#### GVA-BKO (2006)
Du 11 au 17 décembre 2006, Couleur 3 organise l’opération GVA-BKO (du nom des vols Genève-Bamako). Pendant une semaine les antennes radios de la station Suisse et de la station Malienne La Chaine 2 de l’ORTM sont communes. Les programmes sont diffusés depuis les studios de La Chaine 2 à Bamako à raison de 19 heures de direct par jour. Pour cette collaboration, les émissions régulières de la Chaine 2 et de Couleur 3 sont supprimées pour en créer de nouvelles comme « Féminin-Pluriel » ou encore « Tempo-Star » en début de soirée pour porter un regard croisé sur deux pays et deux cultures différentes. Journalistes, animateurs, techniciens, une trentaine de personnes font le déplacement en Afrique et s’installent à l’hôtel de l’Amitié Sofitel situé en face des studios de l’ORTM.
On installe un studio de radio dans les derniers étages et des antennes sur le toit du bâtiment afin de recevoir en direct par les ondes les interviews et les sons des reporters se trouvant dans les rues de Bamako. Le plus grand défi technique est d’avoir une liaison audio stable avec la Suisse qui transite par le réseau téléphonique. À cette époque, le réseau malien passe par les États-Unis dans une version trop compressée pour avoir un son stéréo de bonne qualité. Les techniciens de Couleur 3 vont convaincre les autorités maliennes de faire transiter pendant une semaine tous les appels internationaux par un opérateur belge offrant un meilleur débit. Quelques jours plus tard, c’est par internet que se fera la liaison audio, aller et retour, avec la Suisse.
Une équipe de Couleur 3 sera reçue au Palais Présidentiel pour une interview avec le président Amadou Toumani Touré.
Le producteur neuchâtelois Pascal Brunko produit sur place un morceau de musique par jour avec des musiciens et rappeurs locaux comme Bassekou Kouyaté et Amy Koita.
Cette opération remporte en 2007 le Prix Suisse dans la catégorie « nouveaux formats ».
Couleur 3 renouvellera l’opération dans un format un peu différent pendant « Couleur 3 s’éclate » du 7 au 13 décembre 2009. (voir paragraphe Couleur 3 s'éclate).

#### Coup de théâtre (2008)
Du 8 au 12 décembre 2008, Couleur 3 propose l’opération Coup de théâtre. Tous les soirs, de 17 h à 21 h, une pièce de théâtre radiophonique originale et inédite est jouée en direct par des animateurs et animatrices de la station accompagnés d’invités : le rappeur Mc Solaar, l’humoriste Manu Payet, l’acteur et scénariste François Rollin (Professeur Rollin), et le québécois François Pérusse, créateur de la chronique Les deux minutes du peuple diffusée au début des années 2000 sur Couleur 3.
Ce clin d’œil à la grande époque des pièces radiophoniques de la RSR se décline en polar (Meurtres en stéréo), en péplum ou encore en romance (Le Mur de l’Amour). Les comédiens sont accompagnés de bruiteurs, d’un pianiste et d’un public en présentiel et en distanciel, Coup de Théâtre étant diffusé en direct en son et en image sur un site internet dédié à l’événement. C’est la toute première expérience numérique de « radio visuelle » de Couleur 3.
Fin septembre 2009, Les Radiophonies (Festival de la Fiction Sonore Francophone) récompensent plusieurs pièces de Coup de Théâtre. Le prix de l’interprétation masculine revient à Vincent Kucholl pour la pièce Meurtres en stéréo, le prix du texte à Valérie Paccaud et Crystel Di Marzo pour la pièce Le Mur de l’amour.

#### Couleur 3 s'éclate (2009)
Le 7 décembre 2009, 6 h du matin, c'est le lancement de l’opération Couleur 3 s’éclate. Pendant une semaine, jusqu’au 13 décembre, de 6 h à minuit la radio est en direct d’Australie, du Mali, d’Allemagne et du Canada. 23 collaborateurs de la chaine participent à l’évènement pour 130 heures de direct sur 4 continents différents.
La matinale de 6 h à 10 h est en direct de Sydney avec Émilie Gasc, Benjamin Luis, Yann Zitouni, Vincent Veillon et Vincent Kucholl qui va céder sa place pendant la durée de l’opération à l’un de ses personnages : le paysan vaudois Ignacio Chollet.
De 10 h à 14 h, Couleur 3 est en direct des studios de la radio du service public La Chaîne 2 dont les studios se trouvent à Bamako au Mali avec Duja (Patrick Dujany) et Philippe Congiusti. L’émission est à la fois diffusée sur Couleur 3 en Suisse et sur la Chaine 2 au Mali.
De 16 h à 20 h, les émissions sont en direct des studios de Bande à part situés à Montréal au Québec avec Valérie Paccaud, Crystel Di Marzo, Stéphane Laurenceau et Yves Demay (Professeur Y).
De 20 h à 00 h, Couleur 3 est en direct de Berlin avec Michel Ndeze, Dominique Willemin et Claire Mudry.
Pour l’évènement, un site internet spécial est créé à l’adresse c3seclate.rsr.ch, mais aussi un titre musical « worldwide » intitulé « Couleur 3 s’éclate ». La base rythmique et les percussions sont en provenance de Bamako, les mélodies de Sydney, les voix sont enregistrées à Montréal par le rappeur MC Séba et le mix final est fait à Berlin, le tout en seulement 4 jours. Le titre sera diffusé plusieurs fois sur l'antenne pendant l'opération.
C'est pendant Couleur 3 s'éclate que le personnage d'Ignacio Chollet va connaitre un premier succès médiatique qui sera ensuite confirmé lors de ses nombreuses apparitions dans la chronique 120 secondes à partir de septembre 2011 dans la matinale de Couleur 3 : Lève-toi et marche. Le célèbre agriculteur de Bottens prétend avoir gagné un concours, organisé par la radio, pour être du voyage. Un carnet de route pour raconter ses aventures à Sydney est publié sur Dailymotion.
À la fin de l'opération, un film en 3 parties, publié sur internet, raconte les coulisses de Couleur 3 s’éclate.

#### Le logo humain (2010)
Le samedi 8 mai 2010, à 13 h, 1200 auditeurs et auditrices envahissent l'Esplanade de Montbenon à Lausanne pour réaliser sous l'égide de l'artiste veveysan Guillaume Reymond un immense logo humain Couleur 3. Les photos et vidéos aériennes de cette performance seront utilisées pour un clip et une campagne de communication. Cette rencontre avec les auditeurs est accompagnée d'une émission animée en direct par Valérie Paccaud et Duja.

### Podcasts natifs
Depuis octobre 2018, la station propose des podcasts natifs sur le site de la RTS, différentes plateformes de streaming et son application mobile.

#### Nuit Blanche (2018-2021)
Un podcast sur des histoires étranges, paranormales, des faits divers extraordinaires et des meurtres en série non élucidés. Chaque nouvel épisode est publié les soirs de pleine lune entre octobre 2018 et juin 2021.

#### Up in the sky (2019)
Une série en 10 épisodes sur le phénomène et la culture des super-héros avec les sociologues Valérie Gorin et Gianni Haver. Le titre du podcast est un clin d’œil à la phrase "Look! Up in the sky! It's a bird! It's a plane! It's Superman!" du générique de la série Les aventures de Superman diffusée à la télévision entre 1952 et 1958.

#### Zéro Infini (2021)
Une fiction audio dystopique en plusieurs épisodes. Trois amis, Pepper X, Uttan et Chandra, membres d’une société secrète et idéaliste s’évadent dans l’espace à la recherche du lieu idéal afin de tout recommencer car la terre est devenue une planète hostile dirigée par des entreprises superpuissantes : "les transnationales".

### Chroniques vidéo et web-séries
Après le succès de la chronique audio et vidéo 120 secondes de Vincent Veillon et Vincent Kucholl dans l’émission Lève-toi et marche, Couleur 3 se lance dans de nouvelles productions filmées.

#### Plectre (2018)
Une web-série humoristique en 7 épisodes écrite par les animateurs et comédiens Valérie Paccaud et Julien Doquin de Saint Preux. Avec Lisa Perrio dans le rôle principal et la participation de Pascal Vincent de la troupe Les Robins des Bois. Plectre raconte l'histoire d'un groupe imaginaire, les Phoenix Dreams, seul apte à remplacer les Rolling Stones qui à la dernière minute annulent leur concert au festival Festicool. Problème, le groupe Phoenix Dreams s'est séparé il y a vingt ans et on ne l'a jamais revu.

#### Bon Ben Voilà (2020-2021)
En octobre 2020, lancement d’une nouvelle web-série inspirée du format américain Saturday Night Live sous forme de sketches : Bon Ben Voilà. On retrouve face caméra de nombreuses voix de Couleur 3 : Valérie Paccaud, Yann Marguet, Blaise Bersinger, Julien Doquin de Saint Preux, Yacine Nemra mais aussi des invités, la plupart du temps des humoristes et comédiens romands comme Frédéric Recrosio ou encore Marina Rollman.

#### Les Orties (2016-2022)
En 2016, Yann Marguet propose chaque jeudi dans l’émission de l’après-midi Supersonic la chronique humoristique Les Orties. Le Vaudois décortique chaque semaine -avec le slogan « Les orties c’est désagréable, mais c’est pas méchant mais c’est désagréable » - un thème, un concept, un événement, une actualité dont il va aussi donner la définition, comme les livres, la drogue, les enfants. Particularité des Orties, c'est à la fois une chronique vidéo et une chronique audio. La chronique est en pause pendant plusieurs mois à partir de novembre 2018 pour que l'humoriste puisse écrire son premier one-man-show Exister, définition. Après un seul épisode en mai 2020 sur le Covid, Les Orties sont de retour dans l'émission Les Bras Cassés fin septembre 2021 avec un épisode sur les complotistes. Le rythme de publication des vidéos n'est plus hebdomadaire mais mensuel.

### Couleur 3 Comedy Club
Le premier week-end du mois d'octobre 2021, Couleur 3 et le théâtre Boulimie propose sur la scène du D!Club de Lausanne un festival de stand-up avec des humoristes confirmés comme Yann Marguet ou encore Thomas Wiesel mais aussi les nouveaux talents de l'émission Les Bras Cassés sous le nom de Couleur 3 Comedy Club. Les 18 humoristes des 5 plateaux proposés enchainent des sketches inédits créés pour l’événement. L'animation est confiée à Blaise Bersinger, Valérie Paccaud, Shirley Souagnon et Bun Hay Mean.

### Couleur 3 à la télévision
Depuis les années 1980, des animateurs et animatrices de Couleur 3 animent aussi des émissions à la télévision. Des programmes radio sont adaptés au format télé.
Pendant l’été 1985, les animateurs de la station sont aux commandes des 27 émissions de « Étoile à Matelas » diffusées sur la TSR,. On retrouve, entre autres, le duo Mermet Monney qui déclinera quelques mois plus tard la chronique Carabine FM au format télé avec l'animatrice Lolita. L’émission est diffusée de 1986 à 1991.
Le concept de l’interview de personnages fictifs des chroniques radio et vidéo 120 secondes de Vincent Kucholl et Vincent Veillon sera décliné par la suite au format télé dans l’émission 26 minutes diffusée de janvier 2015 à décembre 2017 sur RTS Un. Le duo reprendra le titre de l'émission radio 120 minutes diffusée le dimanche matin en 2008 sur Couleur 3 pour son émission de télé diffusée de 2018 à 2020 sur RTS Un.
L’émission Pl3in le Poste (Le 3 est une référence à Couleur 3) est diffusée à la fois à la radio et la télévision. Ce sont deux émissions différentes mais ayant pour thème principal l’actualité musicale. L’émission télé, diffusée sur RTS Un du 18 avril 2012 au 16 juin 2015, est animée par Claire Mudry avec en voix off Duja. L’émission radio est diffusée du lundi au vendredi de 19 h à 20 h. Elle s’arrête le 29 juin 2017.

## Diffusion

### Diffusion en Suisse
RTS Couleur 3 est diffusée en DAB+ dans toute la Suisse et les régions frontalières. La station est aussi disponible en streaming via un flux audio et un flux vidéo. Jusqu'en décembre 2024, elle était par ailleurs diffusée en FM dans toute la Suisse romande, les régions frontalières françaises et dans la partie occidentale de la Suisse alémanique.

### Diffusion en France
À partir de 1987, Clip Fm (98,0 MHz) à Chalon-sur-Saône a régulièrement diffusé Couleur 3 de manière non officielle pendant les heures où la station n'avait pas d'animateur (les après-midis et la nuit). Clip fm n'a pas obtenu de fréquence lors du renouvellement des fréquences en Bourgogne en janvier 1991 et n'a obtenu une nouvelle autorisation que 6 mois plus tard sur 88,7 MHz avant de disparaître définitivement en 1995 (remplacée par Nostalgie Bourgogne). D'autres radios libres font de même, un émetteur pirate est même installé sur les hauteurs dans le Jura français.
En 1993, des fans lyonnais de Couleur 3 fondent la société Virage-FM et obtiennent une fréquence du Conseil supérieur de l'audiovisuel. Ils reprennent par satellite les programmes suisses via un abonnement dont le montant est de 1000 CHF par mois. Virage-FM est une société anonyme divisée en parts qui ne peuvent être vendues. Couleur 3 en possède 20%, le reste étant aux mains d'une douzaine d'actionnaires lyonnais. La radio se finance en insérant des fenêtres publicitaires inaudibles en Suisse. Blaise Duc qui dirige Couleur 3 à cette époque est évidemment très favorable à cette extension du bassin de diffusion.
La fréquence lyonnaise démarre le 10 janvier 1994 (89,3 MHz), il y a 1,3 million d'auditeurs potentiels soit autant que la Suisse romande. Par la suite Couleur 3 est diffusée à Chambéry (89,9 MHz) à partir de l'automne 1996, à Grenoble dès mars 1997 (89,4 MHz) et à Chamonix-Mont-Blanc (99,9 MHz) dès avril 1997. La société Virage-FM est tenue de fournir 20% de programmes locaux réalisés dans les studios de Lyon et diffusés sur les 4 émetteurs français.
À la fin des années 1990, la société Virage connaît des difficultés financières. Christophe Mahé, qui possède entre autres la station Fréquence Jazz vient en aide à la société et relance des émissions locales. En 2008, des divergences se font ressentir entre les projets de Christophe Mahé et la conception et l'identité que la Radio suisse romande souhaite avoir pour sa radio. Cela conduit à l'arrêt de la diffusion sur la FM française de Couleur 3 à partir du 30 septembre 2008. Les fréquences détenues par Virage seront remplacées par Virage radio. La RSR laisse de son côté entendre dans son communiqué de presse qu'elle souhaite que cette interruption ne soit que provisoire. Les auditeurs français sont alors invités à écouter Couleur 3 en streaming live « sans publicité ni décrochage » sur le site internet de la radio www.couleur3.ch.
Couleur 3 reste cependant recevable en France à condition d'habiter aux environs de la frontière avec la Suisse. Il est ainsi possible de recevoir la radio, sans publicité, dans le sud de l'Alsace et dans le nord du département du Doubs, à Montbéliard, à Belfort ou Maîche par exemple (104,8 MHz : émetteur des Ordons), sur les plateaux du Doubs entre Maîche et Valdahon (104,2 MHz : émetteur du Chasseral), à Villers-le-Lac (94,9 MHz : émetteur de Villers-le-Lac) et dans les montagnes du département du Jura entre Champagnole, Saint-Claude et Morez (105,6 MHz : émetteur de La Dôle) et dans le nord de la Haute-Savoie : Annemasse, Thonon, Évian sur 104,4 (Salève), 105,6 (La Dôle) ou 98,5 (Thollon). Couleur 3 est également recevable 5/5 à Cognin dans la région Chambérienne sur 105.6 (La Dôle) et ce depuis ses débuts (100.7 puis 100.1 fréquence du bassin lémanique à partir de janvier 1987). Elle est également recevable depuis l'origine sur une petite frange de la Côte-d'Or située entre Beaune, Nuits-Saint-Georges et le sud de Dijon (elle correspond sensiblement au vignoble et à la région des hautes côtes).
En date du 30 décembre 2008, Couleur 3 est toujours diffusée sur les fréquences françaises. Elle est de plus reprise depuis fin 2008 sur le service de la Radio de Numericable sur le canal 544 et à Paris sur le canal 486. Par ailleurs elle est également diffusée par le FAI français Free.
Le 14 mai 2009, le remplacement de Couleur 3 par Virage radio sur la bande FM française est devenu effectif. Le 15 mai 2009 à 18h30, Couleur 3 revient sur ses fréquences françaises, pour disparaître définitivement le 1er juin 2009.